# 陳大慶
陳大慶（1904年10月8日—1973年8月22日），中华民国陸軍一級上將，曾任国防部长。1904年生于江西崇義，為江西裔客家人。

## 生平
黃埔軍官學校第一期畢業。畢業後編入黨軍第一團，參加國民革命軍東征戰役，國民革命軍北伐戰役第一階段參加了南昌攻城戰，後轉入中央陸軍軍官學校擔任第六期隊長。民國二十一年（1932）轉入國民革命軍第89師下轄步兵267旅354團擔任團長，89師在民國二十二年（1933）師長由湯恩伯接任，陳大慶與湯恩伯的派系關係從此時開始連結。
89師後在湯恩伯指揮下參與了一系列戰役，包括閩變，第五次圍剿戰爭等，在第五次圍剿戰爭中陳大慶為265旅旅長，而89師是首支進入瑞金的國民革命軍部隊。因此戰功，陳大慶轉任國民革命軍第4師第12旅旅長。

### 抗戰與國共內戰
中国抗日战争初期，陳大慶在第4師麾下投入華北戰線的對日作戰，如南口戰役。後調國民革命軍五十八軍任副軍長，升國民革命軍新編第二軍軍長，在民國三十年（1941）調任國民革命軍第二十九軍軍長，調十九集團軍副總司令。民國三十二年（1943）2月，升任三十一集團軍副總司令。
抗战勝利後，湯恩伯重建第十九集團軍，陳大慶擔任該集團軍司令官，不久後陳調任第1綏靖區副司令官，民國三十五年（1946）兼南京衞戍總司令部副總司令。1948年調綏靖公署#衢州綏靖公署副主任，後隨著湯恩伯的職務調動轉任京滬杭警備副總司令、兼淞滬警備司令，參與上海戰役。

### 遷台
中華民國政府退守台湾後，湯恩伯失勢，相對於其它同學，陳大慶與蔣經國建立起友好關係，使得在大陸時期未有顯赫戰功的陳大慶到臺灣先是轉入情報圈參與情報工作，官職仍持續晉升。1954年出任國家安全局副局長，繼掌國家安全局，1960年晉任陸軍二級上將。1962年11月，調任台灣省警備總部總司令、兼軍管區司令。於1967年任中華民國陸軍總司令，嗣膺任台灣省政府主席、中華民國國防部長。

### 墓所
1973年8月22日因癌症逝世，追贈為陸軍一級上將。墓地位於現新北市八里區，後遷葬至汐止區國軍示範公墓。